# Волохово (Луховицкий район)
Волохово — деревня сельского поселения Газопроводское в Луховицком районе Московской области. Деревня относилась ранее Газопроводскому сельскому округу, а до этого принадлежала к Григорьевскому сельскому округу. Деревня малонаселённая, практически нежилая — постоянное население на 2006 год составило всего 2 человека. Численность населения значительно увеличивается летом — в Волохово расположены дачи.
Деревня расположена на берегу небольшой реки Пилис, впадающей в более крупную реку Мечу, относящуюся к бассейну реки Оки. Рядом с Волохово расположена нежилая деревня Лучканцы. Ближайшие населённые пункты к Волохово — тоже небольшие деревни Первое Носово и Тюнино, расположенные в двух километрах от самого Волохово. В 4 км от деревни Волохово расположено более крупное село Григорьевское, которое до 2004 года было центром Григорьевского сельского округа, а сейчас тоже относится к Газопроводску.

## История
В 19 веке деревня называлась Волохова, деревня бывшая государственная, при речке Пилюзе (старое название реки Полис). По существовавшему в то время административно-территориальному делению, относилась к Григорьевской волости, Зарайского уезда, Рязанской губернии. Церковный приход - Церковь Благовещения в селе Бильдино (ныне Клин-Бельдин). В прошлом в деревне существовали:
- Часовня (напротив современного дома №6) - закрыта после революции, снесена в 1930-х;
- Начальная школа (близ современного дома №15А) - закрыта в 1960 -х, здание не сохранилось;
- Продуктовый магазин (близ современного дома №9) - закрыт в 1983 году, здание не сохранилось.

Численность населения в прошлом:
- 1859-1873 годы: дворов 50, жителей 260;

- 1886 год: дворов 64, жителей 391, часовня.

## Расположение
- Расстояние от административного центра поселения — посёлка Газопроводское
  - 8,5 км на юго-восток от центра посёлка
  - 11 км по дороге от границы посёлка (по Новорязанскому шоссе и далее через Григорьевское)
  - 15 км по дороге от границы посёлка (по Новорязанскому шоссе мимо Калянинского и далее через Лучканцы)
- Расстояние от административного центра района — города Луховицы
  - 27 км на юго-восток от центра города
  - 26,5 км по дороге от границы города (19 км по Новорязанскому шоссе и далее через Григорьевское)
  - 30 км по дороге от границы города (24 км по Новорязанскому шоссе мимо Калянинского и далее через Лучканцы)

## Люди, связанные с деревней
В этой деревне родился почётный радист РФ Таныгин Анатолий Александрович, директор ФГУП «Нижегородский научно- исследовательский институт радиотехники»..